# 주후쿠오카 미국 영사관
주후쿠오카 미국 영사관(일본어: 在福岡米国領事館, Consulate of the United States in Fukuoka/U.S. Consulate Fukuoka)은 미국이 후쿠오카현 후쿠오카시에 설치한 영사관이다. 영사관의 홍보 담당 부문에는 후쿠오카 아메리칸 센터(福岡アメリカンセンター, Fukuoka American Center, FAC)가 담당한다.
그래서 규슈의 유일한 미국 영사관으로 이루어져 있지만, 막말부터 미일 개전 때까지 약 80여 년 동안 후쿠오카가 아닌 나가사키시에 미국 영사관이 원래부터 설치되어 있었다.

## 연혁
1950년 8월, 후쿠오카시 다이묘초에 미국 영사사무소가 개설되었다. 1952년 4월, 샌프란시스코 강화 조약이 발효되자, 주후쿠오카 미국 영사관으로 발족되었다. 초대 영사는 오웬 J. 주르헬렌(Owen J. Zurhellen)이다. 그 다음달인 1952년 5월, 영사관은 결국 덴진으로 옮겼다가 1960년 10월에는 오호리로 이전되어 오늘에 이르고 있다.

## 관할 구역
주후쿠오카 미국 영사관에는 규슈 7현을 전부 관할한다.
- 후쿠오카현
- 나가사키현
- 사가현
- 미야자키현
- 가고시마현
- 구마모토현
- 오이타현

## 소재지
- 〒810-0052 후쿠오카현 후쿠오카시 주오구 오호리(일본어판) 2-5-26[5]
- 영문 주소 : 5-26 Ohori 2-chome, Chuo-ku, Fukuoka, Fukuoka Prefecture 810-0052[6]

## 같이 보기

### 일반 주제
- 주일본 미국 대사관
- 미국-일본 관계

### 일본에 설치된 다른 미국 영사관들
- 주오사카·고베 미국 총영사관
- 주삿포로 미국 총영사관
- 주오키나와 미국 총영사관
- 주나고야 미국 영사관

### 기타 주변 국가에 설치된 미국 영사관들
- 주부산 미국 영사관
- 주청두 미국 총영사관 (폐쇄된 영사관)
- 주상하이 미국 총영사관(영어판)
- 주광저우 미국 총영사관(영어판)
- 주선양 미국 총영사관(영어판)
- 주우한 미국 총영사관(영어판)
- 주홍콩·마카오 미국 총영사관(영어판)
- 주호찌민시 미국 총영사관(영어판)
- 주블라디보스토크 미국 총영사관